# Албинеа
Албинеа (итал. Albinea) је насеље у Италији у округу Ређо Емилија, региону Емилија-Ромања.
Према процени из 2011. у насељу је живело 4540 становника. Насеље се налази на надморској висини од 132 м.

## Становништво
Према резултатима пописа становништва 2011. у општини је живело 8.755 становника.
| 1931. | 1936. | 1951. | 1961. | 1971. | 1981. | 1991. | 2001. | 2011. |
| ----- | ----- | ----- | ----- | ----- | ----- | ----- | ----- | ----- |
| 5.571 | 5.520 | 5.590 | 4.687 | 4.608 | 5.830 | 6.764 | 7.750 | 8.755 |

## Партнерски градови
- Treptow-Köpenick